# Oxyethira allagashensis
Oxyethira allagashensis är en nattsländeart som beskrevs av Blickle 1963. Oxyethira allagashensis ingår i släktet Oxyethira och familjen smånattsländor. Inga underarter finns listade i Catalogue of Life.